# ファースト・サークル
『ファースト・サークル』（First Circle）は、1984年に発表された、パット・メセニー・グループのアルバムおよびそのタイトルトラック（"The First Circle"）。1985年にグラミー賞ベスト･ジャズ・フュージョン・パフォーマンス賞を受賞。
メセニーがデビュー以来在籍していたECMレコードで残した最後の作品。サウンドトラック『コードネームはファルコン』（1985年、EMI）を通して、ゲフィン・レコードに移る。パット・メセニーのソロによる直前作『リジョイシング』まで、彼の全作品のプロデュースを務めてきたECMのオーナー、マンフレッド・アイヒャーはすでに本作に関与しておらず、代わってメセニー自身がプロデューサーを務めている。このレーベル移籍後、メセニーは自らの楽曲・アルバム制作における自由を得るために制作会社「メセニー・プロダクション」を立ち上げ、以後の自身がリーダーを務める全ての作品にプロデューサーとして名を連ねている。
上記のようなプロデューサーの変動の影響もあり、今作はジャズ・フュージョンのみならずポップ・シーンを意識したつくりにもなっており、2曲目「ヨランダ、ユー・ラーン」にはミュージック・ビデオも制作され、MTVなどで実際に放映された。また、今作から1993年のアルバム『ザ・ロード・トゥ・ユー』まで断続的にグループに参加することになるペドロ・アスナールが最初に参加したのもこの作品で、以後1989年のアルバム『レター・フロム・ホーム』までブラジル音楽の影響を受けた作品を展開することになる。

## トラック・リスト
| #         | タイトル                                          | 作詞                    | 作曲                                                       | 時間  |
| --------- | ------------------------------------------------- | ----------------------- | ---------------------------------------------------------- | ----- |
| 1.        | 「フォワード・マーチ - "Forward March"」          |                         | メセニー                                                   | 2:49  |
| 2.        | 「ヨランダ、ユー・ラーン - "Yolanda, You Learn"」 |                         | メイズ (その他のマテリアル：メセニー)                      | 4:49  |
| 3.        | 「ザ・ファースト・サークル - "The First Circle"」 |                         | メセニー、メイズ                                           | 9:16  |
| 4.        | 「イフ・アイ・クッド - "If I Could"」             |                         | メセニー: ウェス・モンゴメリーの想い出によせて             | 7:01  |
| 5.        | 「テル・イット・オール - "Tell It All"」          |                         | メセニー、メイズ: ベース・アイディアはメセニー、ワーティコ | 7:59  |
| 6.        | 「エンド・オブ・ザ・ゲーム - "End of the Game"」  |                         | メセニー、メイズ                                           | 8:02  |
| 7.        | 「もっとむこうに - "Más Allá (Beyond)"」          | アスナール (スペイン語) | メセニー                                                   | 5:40  |
| 8.        | 「賛美 - "Praise"」                               |                         | メセニー、メイズ                                           | 4:18  |
| 合計時間: | 合計時間:                                         | 合計時間:               | 合計時間:                                                  | 49:54 |

## 参加ミュージシャン
- パット・メセニー (Pat Metheny) - ギター、シタール、12弦ギター、ギター・シンセ、クラシック・ギター、シンセサイザー、シンクラヴィア
- ライル・メイズ (Lyle Mays) - ピアノ、オルガン、シンクラヴィア、キーボード、トランペット、シンセサイザー、ベル、オーバーハイム、アゴゴ
- スティーヴ・ロドビー (Steve Rodby) - ベース・ギター
- ポール・ワーティコ (Paul Wertico) - ドラムス
- ペドロ・アスナール (Pedro Aznar) - ギター、アコースティック・ギター、パーカッション、グロッケンシュピール、ボーカル、ホイッスル、ベル

## チャート
アルバム - ビルボード
| 年   | チャート                 | 順位  |
| ---- | ------------------------ | ----- |
| 1984 | ビルボード・トップ100    | 102位 |
| 1984 | トップ・ジャズ・アルバム | 2位   |

## 賞
グラミー賞
| 年   | 受賞者                     | カテゴリー                                             |
| ---- | -------------------------- | ------------------------------------------------------ |
| 1985 | パット・メセニー・グループ | グラミー賞ベスト・ジャズ・フュージョン・パフォーマンス |